# Типунова
Типунова (Типанова) — река в России, течёт по территории Печенгского муниципального округа Мурманской области. Впадает в Баренцево море на восточном берегу полуострова Рыбачий. Длина реки составляет 15 км.

## Данные водного реестра
По данным государственного водного реестра России относится к Баренцево-Беломорскому бассейновому округу, водохозяйственный участок реки — реки бассейна Баренцева моря от восточной границы реки Печенга до западной границы бассейна реки Воронья, без рек Тулома и Кола. Речной бассейн реки — бассейны рек Кольского полуострова, впадает в Баренцево море.
Код объекта в государственном водном реестре — 02010000612101000000585.